# Altamira (grot)

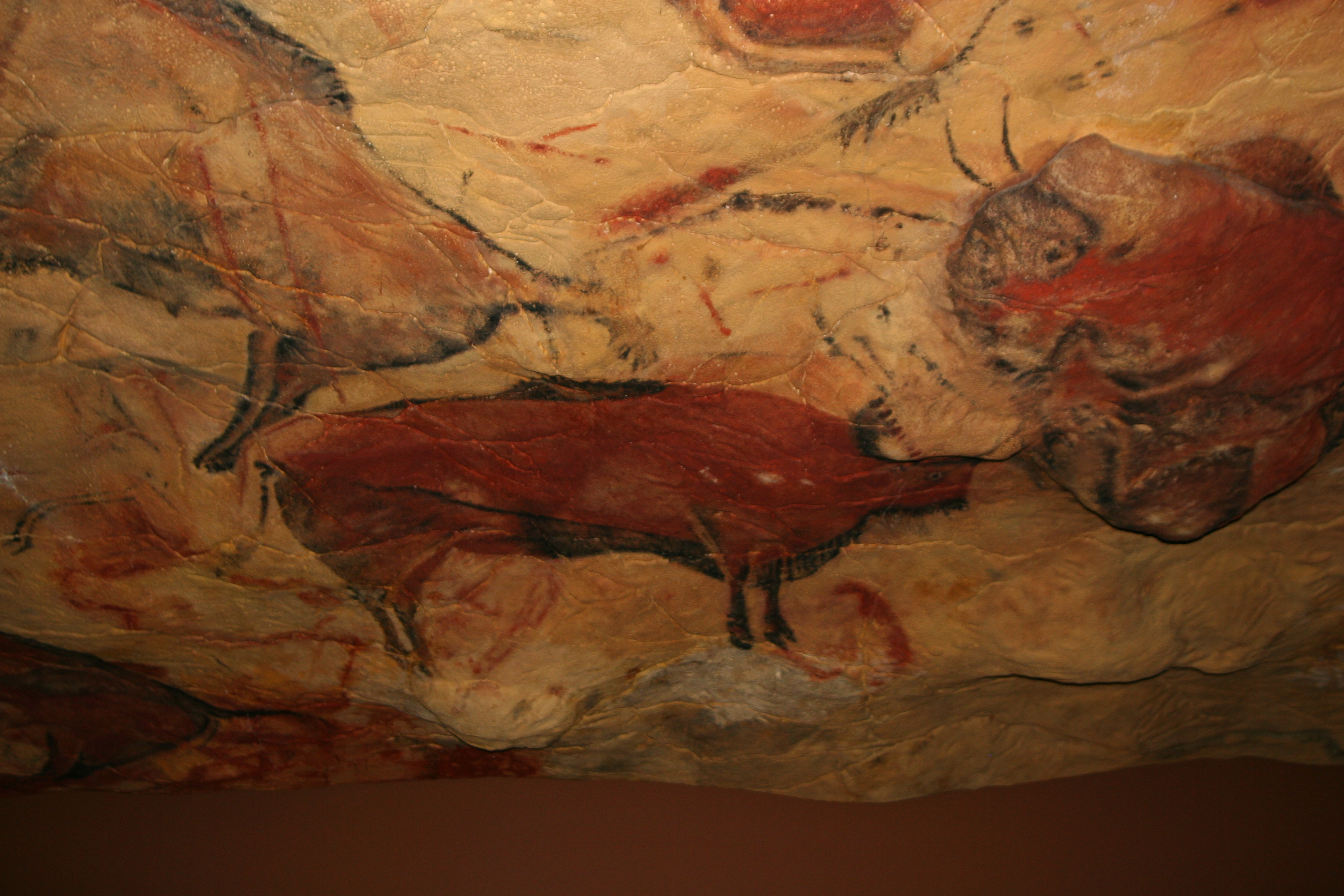
Afbeeldingen van stieren in de kopie van de echte grot.

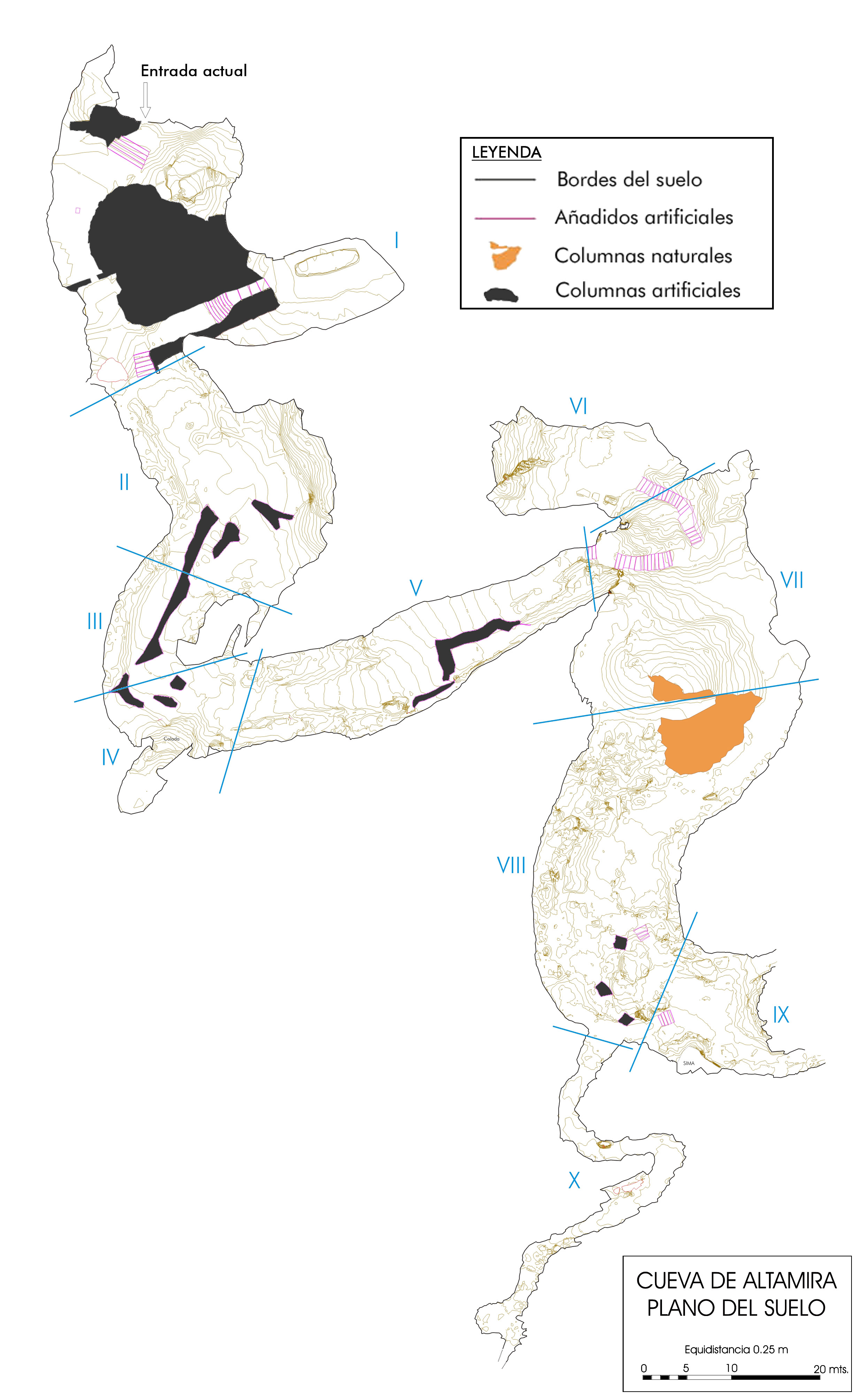
Plattegrond van de grot

Altamira is een grot in Spanje, die bekendstaat om haar rotstekeningen. De grot ligt in Cantabrië, nabij het dorp Santillana del Mar, 30 km ten westen van Santander.
De grot is 270 meter lang, de hoogte varieert van twee tot zes meter. De rotstekeningen staan op de werelderfgoedlijst van UNESCO.
Honderdvijftig tekeningen waarvan de ouderdom wordt geschat op 15000 jaar, zijn te vinden na vijftien minuten wandelen. Er werden geen mensen afgebeeld, enkel bizons, herten, paarden en everzwijnen. De kleuren zijn zwart, oker en rood en de kunstenaars maakten dankbaar gebruik van de welvingen van de rotswand om hun schilderingen een extra dimensie te geven.

## Ontdekking
In 1879 vond Marcelino Sanz de Sautuola hier veelkleurige laat-paleolithische rotstekeningen, voorstellende dieren zoals bizons en paarden. Ook werden er handafdrukken gevonden.
Omdat de toegang tot de grot lange tijd door een rotsblok versperd was, werden de tekeningen pas in 1879 ontdekt, door de dochter van de landeigenaar, markies Don Marcelino Sanz de Sautuola. Daarna begon voor deze amateurarcheoloog een langdurige strijd om erkenning: collega-archeologen geloofden namelijk niet dat de gevonden schilderingen uit het paleolithicum stamden. Don Marcelino werd zelfs beschuldigd van vervalsing. Pas vijftien jaar na zijn dood erkenden zijn tegenstanders dat zij ongelijk hadden.
Zonder aanvankelijk veel acht te slaan op de rotswanden of bodem liet de eigenaar de toegang tot de grot afsluiten met een poort om verdere ongelukken te voorkomen. Elf jaar later bezocht de markies in Parijs een tentoonstelling over prehistorische wapens en werktuigen en bedacht toen dat er in zijn grot ook dergelijke dingen zouden kunnen liggen. Hij onderzocht de grot en vond grote hoeveelheden vuistbijlen, pijlpunten, klingen en naalden uit het solutréen en het magdalénien. Pas op dat ogenblik ontdekten zijn dochter en hij ook de met zachte kleuren aangebrachte afbeeldingen. Een zoutlaag, teken van hoge ouderdom, bedekte de schilderingen.
In eerste instantie geloofden de wetenschappers niet dat het ging om tekeningen uit de prehistorie. Het was pas nadat men ook in Zuid-Frankrijk dergelijke vondsten aantrof, dat de aanvankelijke sceptici geloof begonnen te hechten aan de verklaringen van de markies en hem in een tijdschrift officieel hun excuus aanboden ("Mea culpa d'une sceptique"), maar de markies was toen al 14 jaar overleden.

## Toegang tot de grot

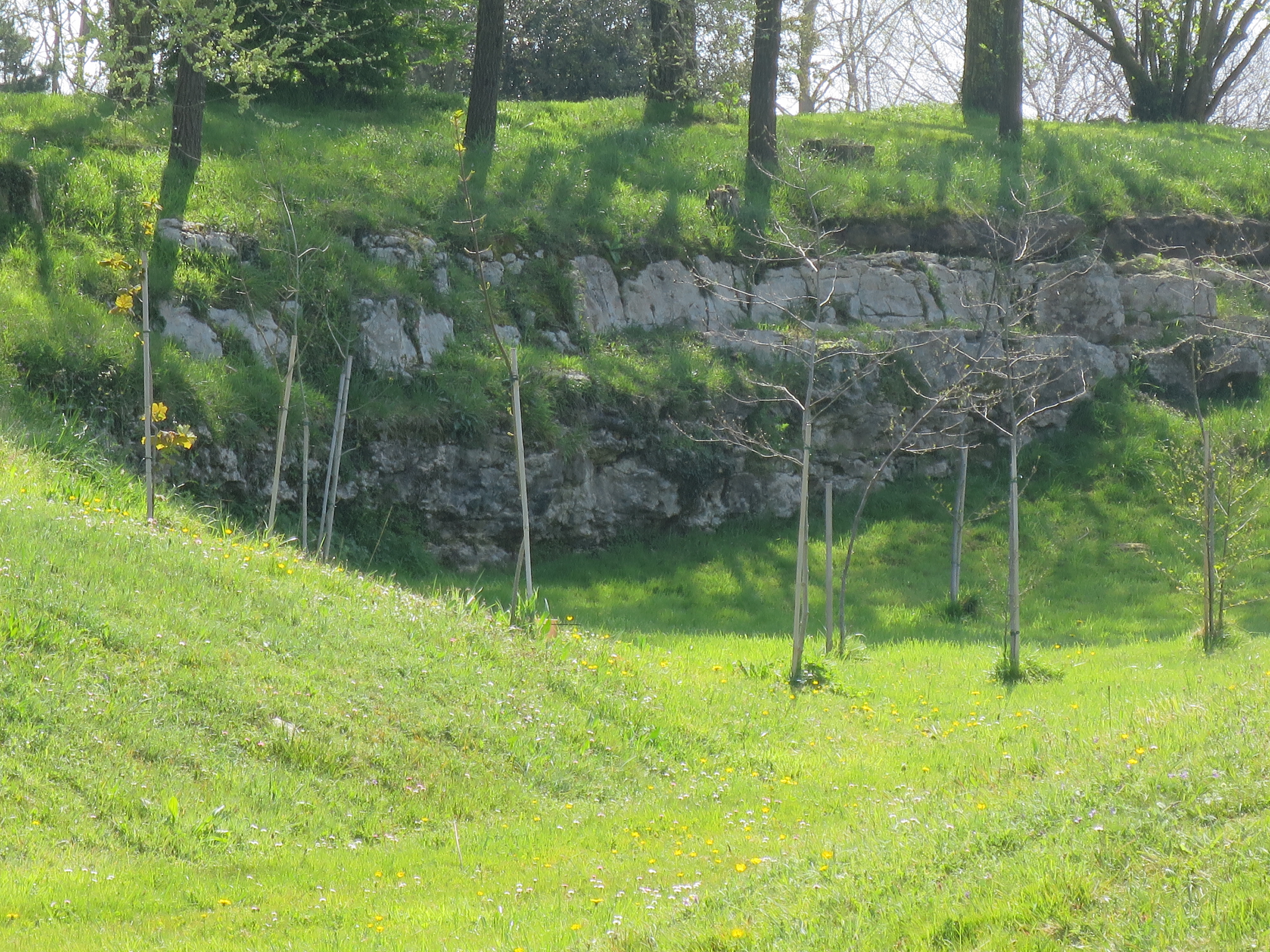
De afgesloten ingang

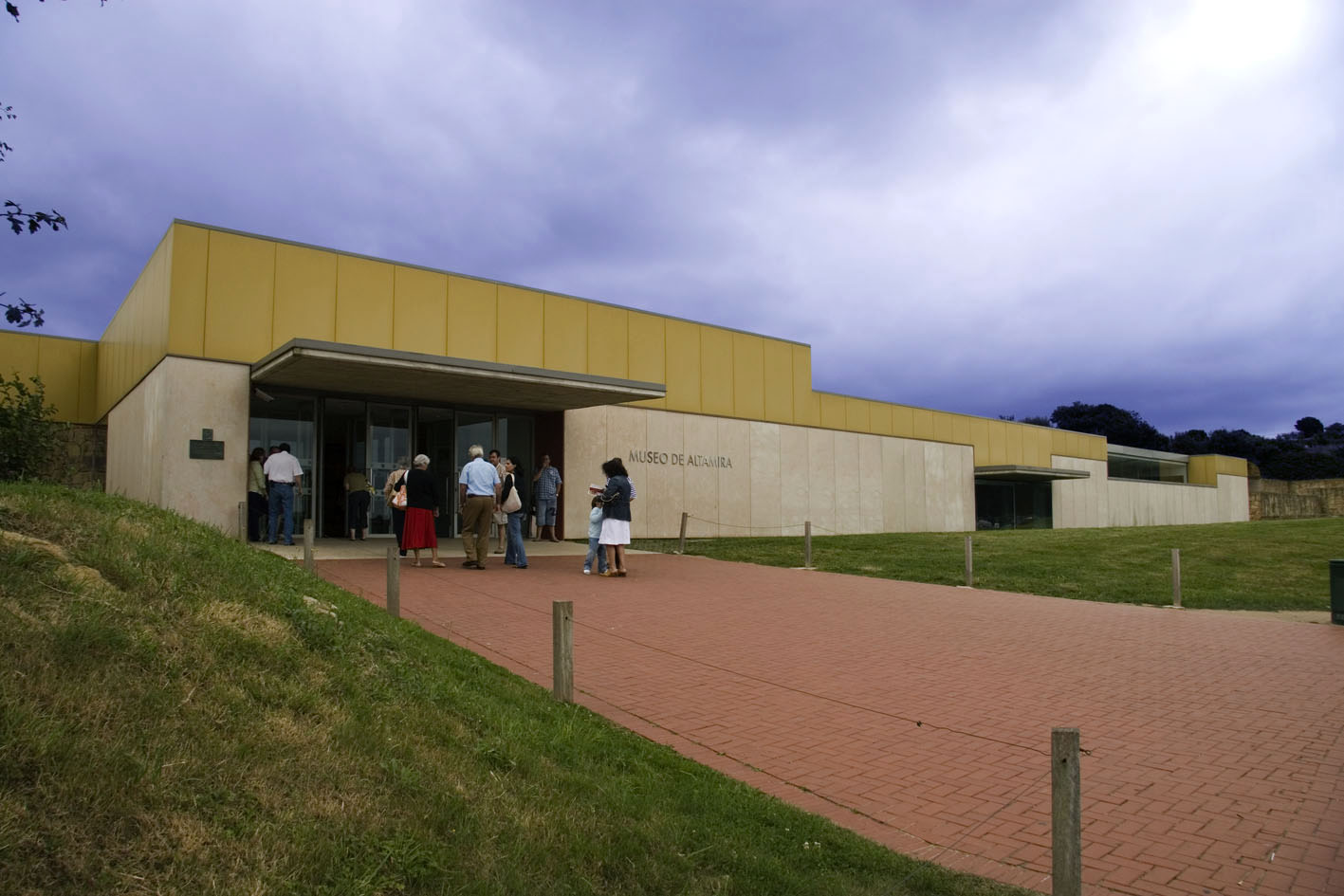
Museum

In de jaren 1960 en 1970, honderdvijftig eeuwen na hun ontstaan, werd geconstateerd dat de tekeningen in de grot van Altamira hun kleur begonnen te verliezen en te verdrogen; dit was te wijten aan de verstoring van het microklimaat in de grot door de ademhaling van de bezoekers. In 1977 werd de grot op last van de regering gesloten voor het grote publiek. In 1982 werd opnieuw publiek toegelaten maar met een zeer strikte beperking tot maximaal 8500 bezoekers per jaar, wat leidde tot wachtlijsten van meer dan drie jaar. In de nabije omgeving werd wel in 2001 een zeer realistische kopie van de grootste ruimte gemaakt, die te bezoeken is door toeristen. In 2013 bezochten 240.000 bezoekers deze kopie. In het Deutsches Museum te München en in het Nationaal Archeologisch Museum van Spanje in Madrid is eveneens een kopie van de grot te zien.
In de loop van 2010 bestonden plannen om de grot opnieuw voor het publiek te openen, maar uiteindelijk werd hiervan afgezien op advies van een werkgroep van experts die had vastgesteld dat de condities in de grot aanmerkelijk stabieler geworden waren sinds de sluiting.
In het voorjaar van 2014 wordt een beperkte test gestart, waarbij gedurende een paar maanden wekelijks vijf personen met een gids de grot kunnen bezoeken. De proef zal gebruikt worden om de impact op de grot van de nieuwe menselijke aanwezigheid te testen.